# STS-50
De Spaceshuttle missie, STS-50, voluit Space Transportation System-50, duurde van 25 juni tot 9 juli 1992. De Spaceshuttle Columbia vloog bijna 14 dagen.
Het betrof hier een standaard missie waar vooral onderzoek werd gedaan wat betrekking had op het functioneren van de shuttle zelf om in de toekomst beter te kunnen inspelen op mogelijke problemen. Tevens werden er van een aantal Amerikaanse scholen onderzoeksprojecten meegenomen om uit te voeren.

## Bemanning
| Positie             | Lancering                        | Landing                          |                                  |
| ------------------- | -------------------------------- | -------------------------------- | -------------------------------- |
| Bevelhebber         | Richard Richards 3e ruimtevlucht | Richard Richards 3e ruimtevlucht |                                  |
| Piloot              | Kenneth Bowersox 1e ruimtevlucht | Kenneth Bowersox 1e ruimtevlucht |                                  |
| Missiespecialist 1  | Bonnie Dunbar 3e ruimtevlucht    | Bonnie Dunbar 3e ruimtevlucht    |                                  |
| Missiespecialist 2  | Ellen Baker 2e ruimtevlucht      | Ellen Baker 2e ruimtevlucht      | Ellen Baker 2e ruimtevlucht      |
| Missiespecialist 3  | Carl Meade 2e ruimtevlucht       | Carl Meade 2e ruimtevlucht       | Carl Meade 2e ruimtevlucht       |
| Payloadspecialist 1 | Lawrence DeLucas 1e ruimtevlucht | Lawrence DeLucas 1e ruimtevlucht | Lawrence DeLucas 1e ruimtevlucht |
| Payloadspecialist 2 | Eugene Trinh 1e ruimtevlucht     | Eugene Trinh 1e ruimtevlucht     | Eugene Trinh 1e ruimtevlucht     |